# Distretto di Villa El Salvador
Il distretto di Villa el Salvador è un distretto del Perù che appartiene geograficamente e politicamente alla provincia e dipartimento di Lima. È ubicato a sud della capitale peruviana.

## Data di fondazione
1º giugno del 1983.

## Popolazione attuale
381 790 abitanti (189 495 uomini e 192 295 donne).

## Superficie
35,46 km².

## Distretti confinanti
Confina a nord con il distretto di San Juan de Miraflores, a sud con il distretto di Lurín, ad est con il distretto di Villa María del Triunfo e ad ovest con il distretto di Chorrillos con l'Oceano Pacifico.

## Amministrazione
- 2011-2014 sindaco (alcalde): Santiago Mozo Quispe, Peru Posible (PP).
- 2003-2010 sindaco: Jaime Zea.